# Mosaico de selva y sabana de la cuenca del lago Victoria
El mosaico de selva y sabana de la cuenca del lago Victoria es una ecorregión de la ecozona afrotropical, definida por WWF, situada al norte y al oeste del lago Victoria.

## Descripción
Es una ecorregión de sabana que ocupa 165.800 kilómetros cuadrados en una franja que rodea el lago Victoria por el norte y el oeste, desde el oeste de Kenia, pasando por el centro de Uganda, el este de la República Democrática del Congo, el noroeste de Tanzania y el este de Ruanda, hasta el noreste de Burundi. Limita al norte con la sabana sudanesa oriental, al noreste con la sabana arbustiva de Kenia, al este con la selva montana de África oriental y la sabana arbustiva de Tanzania, al sur con la sabana arbolada de miombo del Zambeze central y al oeste con la selva montana de la falla Albertina.
Además, pertenece también a la ecorregión un enclave situado al noreste, en la frontera entre Sudán del Sur y Etiopía, rodeado por la sabana sudanesa oriental al norte y al oeste, la selva montana de Etiopía al este, la sabana arbustiva de Somalia al sureste y la sabana arbustiva de Kenia al sur.

## Fauna
Abundante en todos los sentidos: grandes mamíferos (hipopótamos y búfalos), reptiles, como cocodrilos, y peces como los conocidos cíclidos.

## Estado de conservación
En peligro crítico.